# Prosper Mérimée
Prosper Mérimée (n. 28 septembrie 1803, Paris, Franța – d. 23 septembrie 1870, Cannes) a fost un dramaturg, povestitor, istoric, arheolog francez, considerat creatorul nuvelei realiste franceze.
Arta sa, realistă prin atitudinea obiectivă față de personaje și evenimente, documentația erudită, sobrietatea compoziției, concizia stilului, poartă pecetea romantismului prin dramatismul conflictelor pasionale, consumate uneori în ambianțe primitive, ce anticipează naturalismul, prin predilecția pentru exotism, fantastic și aventură, pentru pitoresc și culoare locală.

## Biografie
Prosper Mérimée s-a născut la data de 28 septembrie 1803 la Paris. Părinții săi, de origine din Normandia, au fost Jean François Léonor Mérimée, un profesor de desen, și Anne Moreau. Din partea mamei sale, Mérimée a fost strănepotul scriitoarei Jeanne-Marie Leprince de Beaumont.

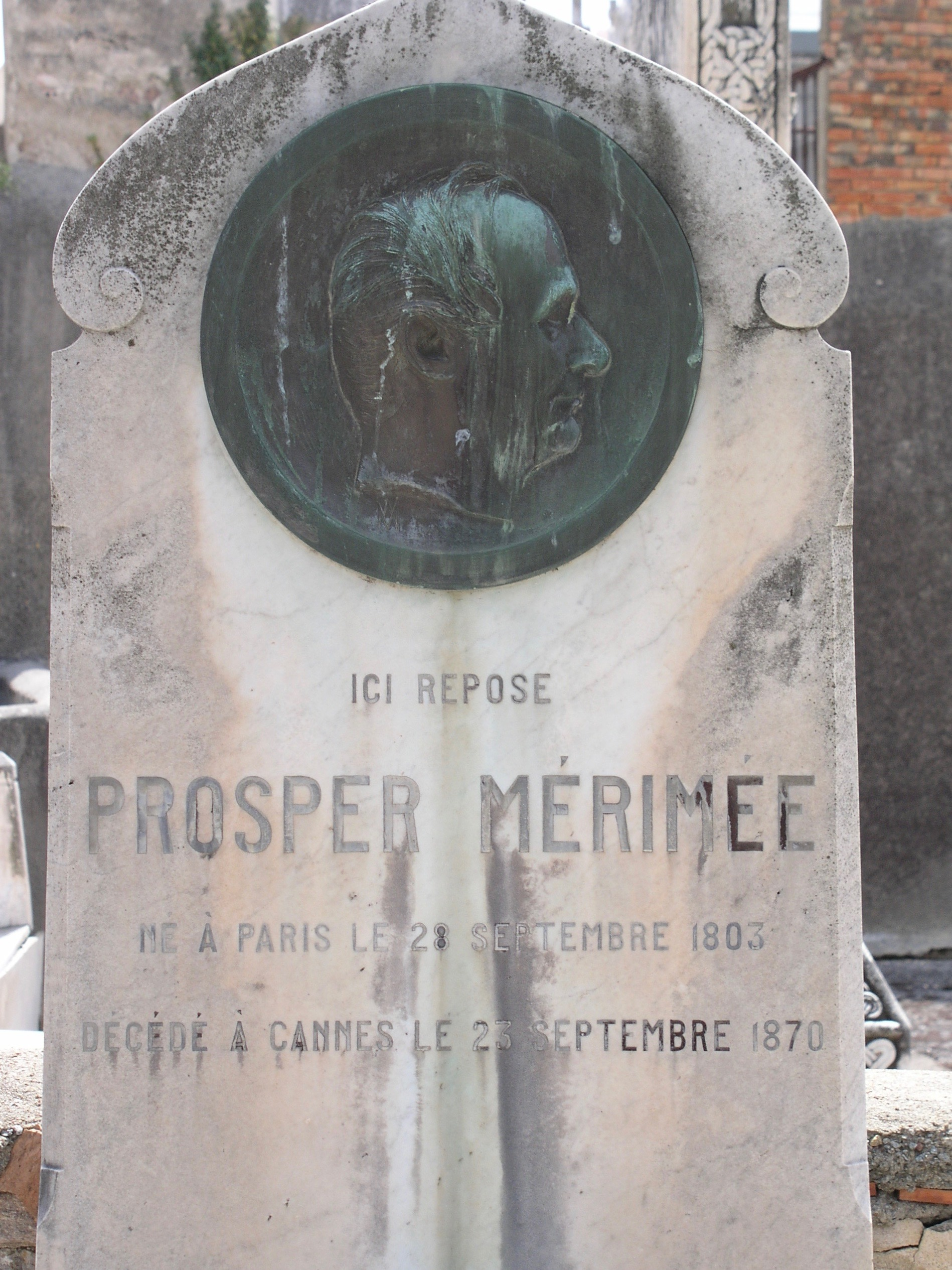
Mormântul autorului la Cannes

## Opera (selecție)
- 1827: Guzla ("La guzla")
- 1829: Cronica domniei lui Carol al al IX-lea ("Chronique du règne de Charles IX")
- 1829: Mateo Falcone ("Mateo Falcone")
- 1829: Tamango ("Tamango")
- 1829: Le Carrosse du Saint-Sacrement
- 1830: Vasul etrusc ("Le vase étrusque")
- 1830: Partida de table ("La partie de tric-trac")
- 1833: Dubla neînțelegere ("La double méprise")
- 1837: Venus din Ille ("La Vénus d'Ille")
- 1840: Arsène Guillot ("Arsène Guillot")
- 1840: Colomba ("Colomba")
- 1845: Carmen ("Carmen")

## Ecranizări
- Lokis  (1970, r. Janusz Majewski)